# Tiago Leal
Pour les articles homonymes, voir Leal.
Ferreira Leal est un nom portugais ; le premier nom de famille (d'usage facultatif) est Ferreira et le second est Leal.
Tiago Leal, né le 22 octobre 1999, est un coureur cycliste portugais. Il est membre de l'équipe Rádio Popular-Paredes-Boavista.

## Biographie
Tiago Leal est originaire d'Arreigada, une paroisse située dans la localité portugaise de Paços de Ferreira,. Très rapidement intéressé par le sport, il commence à pratiquer la natation vers l'âge de trois ans. Il a également joué au football dans un club de sa ville natale. Son dévolu finit toutefois par se jeter vers le cyclisme. Il choisit définitivement cette discipline vers ses quinze ans. 
En 2018, il intègre de l'équipe continentale Miranda-Mortágua. L'année suivante, il se classe troisième du Tour du Portugal de l'Avenir. Il redescend ensuite chez les amateurs au sein d'un club de Torres Vedras. Avec cette formation, il brille de nouveau sur le Tour du Portugal de l'Avenir en remportant le contre-la-montre de l'édition 2021. Il finit par ailleurs troisième du Grand Prix des Açores, réservée aux cyclistes de moins de 23 ans. 
Il retrouve finalement le niveau continental en 2022, avec la structure Kelly-Simoldes-UDO. En 2023, il rejoint l'équipe Rádio Popular-Paredes-Boavista. Sous ses nouvelles couleurs, il gagne la seconde étape du Troféu Ribeiro da Silva, inscrit au calendrier national portugais. Il participe aussi à son premier Tour du Portugal, où il abandonne. 
Lors de la saison 2024, il se distingue sur le circuit de l'UCI en terminant quatrième du Grand Prix Beiras et Serra da Estrela et neuvième du Grand Prix de Torres Vedras, grâce à ses qualités de grimpeur. Au niveau national, il remporte une étape du Grande Prémio Douro Internacional. Il finit également troisième de la Prova de Abertura, ou encore sixième du Grand Prix Abimota.

## Palmarès
- 2019
  - 3e du Tour du Portugal de l'Avenir
- 2021
  - 5e étape du Tour du Portugal de l'Avenir
  - 3e du Grand Prix des Açores
- 2023
  - 2e étape du Troféu Ribeiro da Silva
- 2024
  - 3e étape du Grande Prémio Douro Internacional
  - 3e de la Prova de Abertura